# Bethylonymellus microgaster
Bethylonymellus microgaster  (лат.) — ископаемый вид жалящих перепончатокрылых рода Bethylonymellus из семейства Bethylonymidae. Один из древнейших представителей подотряда стебельчатобрюхие. Обнаружен в юрских ископаемых останках (Средняя Азия, Казахстан, Карабастауская свита, келловейский ярус, горы Каратау, село Кошкар ата (прежнее название Михайловка) около 165 млн лет). Длина тела 3,0 мм, длина переднего крыла 2,0 мм.
Вид Bethylonymellus microgaster был впервые описан по отпечаткам в 1975 году советским и российским палеоэнтомологом Александром Павловичем Расницыным (ПИН РАН, Москва, Россия) и включён в состав рода Bethylonymellus из ископаемого надсемейства Bethylonymoidea, корневой группы для всех жалящих перепончатокрылых насекомых (Aculeata).